# Merlin Tandjigora
Merlin Koumba Abdoulaye Tandjigora (* 6. April 1990 in Mouila) ist ein gabunischer Fußballspieler.

## Vereinskarriere
Tandjigora begann das Fußballspielen in seiner gabunischen Heimat, wo er während seiner gesamten Jugendzeit spielte. 2009 wechselte er vom AS Stade Mandji in Gabun zum französischen Zweitligisten FC Metz. Bei Metz war er zwar zunächst für die Reservemannschaft eingeplant, wo er zu regelmäßigen Einsätze kam und in der Saison 2010/11 einen Platz in der ersten Mannschaft erreichte. Es gelang ihm ein Profidebüt in der zweiten Liga, als er beim 0:2 gegen den FC Évian von Beginn an aufgeboten wurde. Im Verlauf der Spielzeit wurde er weiterhin in der zweiten Mannschaft eingesetzt, kam aber auch auf sechs Ligaeinsätze bei den Profis. Während der Spielzeit kamen Spekulationen auf, wonach der VfB Stuttgart und Standard Lüttich über eine Verpflichtung des Gabuners nachdenken. Tatsächlich verließ der Spieler im Sommer 2011 Metz, fand jedoch zunächst gar keinen neuen Arbeitgeber, auch weil ein Angebot des spanischen Klubs Hércules Alicante zurückgezogen wurde. Zur Winterpause 2011/12 unterschrieb er beim französischen Viertligisten USJA Carquefou. In Carquefou avancierte er zum Stammspieler und erreichte mit der Mannschaft 2012 den erstmaligen Aufstieg des Vereins in die dritte Liga. Sportlich gelang der Mannschaft der Verbleib, doch 2014 zog sich der Klub aus finanziellen Gründen in den Amateurbereich zurück. Tandjigora wechselte daraufhin zum in die Drittklassigkeit abgestiegenen FC Istres. Bei diesem konnte er sich allerdings nicht etablieren und musste 2015 zudem den weiteren Abstieg in die vierte Liga hinnehmen.

## Nationalmannschaft
Seine erste Berufung in die gabunische Auswahl erfolgte im September 2010 und damit kurz nach seinem ersten Spiel für Metz. Allerdings wurde er bei den beiden Spielen im Oktober desselben Jahres gegen Saudi-Arabien und den Oman nicht eingesetzt. In der Folge musste fast zwei Jahre warten, bis er am 9. Juni 2012 bei einem 1:0 gegen Burkina Faso erstmals für das Nationalteam auflief. Im selben Jahr wurde Tandjigora für das olympische Fußballturnier in London berücksichtigt. Er trat dort mit einer U-23-Auswahl seines Landes an, kam bei allen drei Gruppenspielen zum Einsatz, musste dann allerdings das Ausscheiden seiner Mannschaft hinnehmen. Danach setzte er seine zuvor begonnene Laufbahn in der A-Nationalmannschaft fort.